# LCK mùa giải 2025
LCK mùa giải 2025 là mùa giải thứ 14 của League of Legends Champions Korea (LCK), giải đấu thể thao điện tử chuyên nghiệp của Hàn Quốc dành cho bộ môn Liên Minh Huyền Thoại. Đây sẽ là mùa giải LCK đầu tiên theo cấu trúc ba giai đoạn mới và lịch thi đấu cạnh tranh được giới thiệu bởi nhà phát triển trò chơi Riot Games bắt đầu từ mùa giải cạnh tranh năm 2025
Khác với các mùa giải trước, mùa giải LCK 2025 được chia thành ba phần, với phần đầu tiên là LCK Cup, nơi sẽ xác định đại diện duy nhất của khu vực tại Giải đấu First Stand 2025. Hai phần tiếp theo là một mùa giải hợp nhất được chia thành hai nửa. Nửa đầu sẽ bao gồm hai vòng đầu tiên của mùa giải, với các đội dẫn đầu sẽ đủ điều kiện tham gia bảng đấu "Vòng loại MSI", nơi sẽ xác định đại diện của khu vực tại Mid-Season Invitational 2025; nửa sau sẽ bao gồm ba vòng cuối cùng của mùa giải, Vòng khởi động và Vòng loại trực tiếp để xác định Vô địch Mùa giải và ba đại diện Hàn Quốc tại Chung Kết Thế Giới 2025.
Hanwha Life Esports đã đánh bại Gen.G trong trận chung kết tổng LCK Cup để là đội đầu tiên lên ngôi vô địch LCK Cup và giành được xuất đại diện cho khu vực LCK tham gia giải đấu First Stand 2025 diễn ra tại Hàn Quốc.

## Những thay đổi

### Cấu trúc mùa giải
Thực hiện theo thông báo của Riot Games về cấu trúc phân chia mùa giải mới và lịch thi đấu cho bộ môn thể thao điện tử Liên Minh Huyền Thoại bắt đầu từ mùa giải cạnh tranh 2025, LCK đã thông báo vào ngày 29 tháng 10 năm 2024 rằng các giải Mùa Xuân và Mùa Hè trước đây sẽ được sáp nhập thành một mùa giải duy nhất, với MSI 2025 diễn ra giữa chúng, và sự ra đời của LCK Cup đóng vai trò là vòng loại cho giải đấu mới ra mắt First Stand 2025. Ngoài ra, ba vòng cuối cùng của mùa giải diễn ra sau MSI 2025 sẽ bao gồm vòng bảng ba lượt đi và về và sẽ đăng quang một nhà vô địch mùa giải, với kết quả từ Vòng 1 và Vòng 2 sẽ ảnh hưởng đến các đội ở Vòng 3 đến Vòng 5.

### Các đội
Chỉ có một thay đổi đội hình xảy ra trước thềm mùa giải 2025. Vào ngày 26 tháng 12 năm 2024, Kwangdong Freecs đổi tên thành "DN Freecs" sau khi ký kết hợp đồng tài trợ với DN Group.

## Thể thức thi đấu
Toàn bộ mùa giải LCK 2025 sẽ áp dụng thể thức cấm/chọn "Fearless Draft".

### LCK Cup
- Vòng bảng[3]
  - 10 đội tham gia thi đấu được chia thành hai bảng gồm năm đội - "Bảng Baron" và "Bảng Elder".
  - Mỗi đội sẽ thi đấu với các đội trong bảng còn lại theo thể thức vòng tròn một lượt.
  - Tất cả các trận đấu sẽ được thi đấu theo thể thức Bo3.
  - Bảng nào có nhiều trận thắng hơn (cụ thể là bảng đạt 13 trận thắng trước) sẽ là bảng "Thắng" và bảng còn lại sẽ là bảng "Thua".
  - Ba đội đứng đầu bảng thắng sẽ trực tiếp tiến vào vòng loại trực tiếp.
  - Đội xếp thứ tư và năm bảng thắng sẽ cùng với bốn đội đứng đầu bảng thua tham gia vòng khởi động.
  - Đội xếp cuối cùng trong bảng thua sẽ bị loại.

- Vòng khởi động
  - 6 đội tham gia thi đấu, bao gồm 2 đội thứ 4 và 5 bảng thắng và 4 đội đứng đầu bảng thua.
  - Tất cả các trận đấu sẽ được thi đấu theo thể thức Bo3, trong khi ở vòng đấu thứ 3 sẽ được thi đấu theo thể thức Bo5.
  - 3 đội có thành tích tốt nhất sẽ tiến vào vòng loại trực tiếp.

- Vòng loại trực tiếp
  - 6 đội tham gia thi đấu, bao gồm 3 đội đứng đầu bảng thắng vòng bảng và 3 đội từ vòng khởi động.
  - Tất cả các trận đấu sẽ được thi đấu theo thể thức Bo5.}
  - Đội vô địch LCK Cup sẽ đại diện cho khu vực LCK tham gia giải đấu First Stand 2025.[3][1]

### Mùa giải thường niên
- Bắt đầu từ mùa giải 2025, mùa giải thường niên của LCK được chia làm 2 nửa, bao gồm: Vòng 1-2 và Vòng 3-5.

#### Vòng 1-2
- Vòng bảng
  - 10 đội tham gia thi đấu theo thể thức vòng tròn 2 lượt.
  - Tất cả các trận đấu sẽ được thi đấu theo thể thức Bo3.
  - 6 đội có thành tích tốt nhất sẽ đủ điều kiện tham gia Đường tới MSI.
- Đường tới MSI
  - 6 đội tham gia thi đấu theo thể thức Loại kép kết hợp:
    - 2 đội đứng đầu được xếp vào nhánh thắng.
    - 4 đội còn lại được xếp vào nhánh thua, thi đấu theo thể thức Leo tháp.

  - Tất cả các trận đấu sẽ được thi đấu theo thể thức Bo5.
  - 2 đội có thành tích tốt nhất sẽ đủ điều kiện đại diện khu vực tham gia MSI 2025.

#### Vòng 3-5
- Vòng bảng
  - 10 đội tham gia thi đấu theo thể thức vòng tròn 3 lượt.
  - Bảng đấu Vòng 3-5 sẽ dựa vào kết quả Vòng 1-2, cụ thể như sau: 
    - 5 đội đứng đầu Vòng 1-2 được xếp vào bảng Huyền thoại (Legend).
    - 5 đội còn lại được xếp vào bảng Trỗi dậy (Rise).

  - Lưu ý: Toàn bộ thành tích ở Vòng 1-2 sẽ được giữ nguyên khi bắt đầu Vòng 3-5.
  - Tất cả các trận đấu sẽ được thi đấu theo thể thức Bo3.
  - 4 đội có thành tích tốt nhất bảng Huyền thoại sẽ đủ điều kiện lọt vào Vòng loại trực tiếp.
  - Đội xếp thứ 5 của bảng Huyền thoại và 3 đội có thành tích tốt nhất bảng Trỗi dậy sẽ đủ điều kiện lọt vào Vòng khởi động.
- Vòng khởi động
  - 4 đội tham gia thi đấu theo thể thức Loại kép.
  - Tất cả các trận đấu sẽ được thi đấu theo thể thức Bo5.
  - 2 đội có thành tích tốt nhất sẽ đủ điều kiện lọt vào Vòng loại trực tiếp.
- Vòng loại trực tiếp
  - 6 đội tham gia thi đấu theo thể thức Loại kép.
  - Tất cả các trận đấu sẽ được thi đấu theo thể thức Bo5.
  - 3 đội có thành tích tốt nhất sẽ đủ điều kiện đại diện khu vực tham gia Chung Kết Thế Giới 2025.

## LCK Cup

### Vòng bảng

#### Bảng Baron - Bảng Thua
Tổng số trận thắng: 9

| VT | Đội                 | ST | T | B | HS | Giành quyền tham dự    |
| -- | ------------------- | -- | - | - | -- | ---------------------- |
| 1  | T1                  | 5  | 4 | 1 | +5 | Lọt vào Vòng khởi động |
| 2  | Hanwha Life Esports | 5  | 3 | 2 | +3 | Lọt vào Vòng khởi động |
| 3  | OKSavingsBank Brion | 5  | 1 | 4 | -4 | Lọt vào Vòng khởi động |
| 4  | DN Freecs           | 5  | 1 | 4 | -5 | Lọt vào Vòng khởi động |
| 5  | BNK FearX           | 5  | 0 | 5 | -7 | Bị loại                |

#### Bảng Elder - Bảng Thắng
Tổng số trận thắng: 16

| VT | Đội               | ST | T | B | HS | Giành quyền tham dự         |
| -- | ----------------- | -- | - | - | -- | --------------------------- |
| 1  | Dplus KIA         | 5  | 5 | 0 | +6 | Lọt vào Vòng loại trực tiếp |
| 2  | Gen.G             | 5  | 3 | 2 | +3 | Lọt vào Vòng loại trực tiếp |
| 3  | KT Rolster        | 5  | 3 | 2 | +1 | Lọt vào Vòng loại trực tiếp |
| 4  | DRX               | 5  | 3 | 2 | -1 | Lọt vào Vòng khởi động      |
| 5  | Nongshim RedForce | 5  | 2 | 3 | -1 | Lọt vào Vòng khởi động      |

### Vòng khởi động
|  |        |        |        |     |     |        |        |        |     |     |        |        |        |  |  |              |              |              |
|  | Vòng 1 | Vòng 1 | Vòng 1 |     |     | Vòng 2 | Vòng 2 | Vòng 2 |     |     | Vòng 3 | Vòng 3 | Vòng 3 |  |  | Vào Playoffs | Vào Playoffs | Vào Playoffs |
|  | Vòng 1 | Vòng 1 | Vòng 1 |     |     | Vòng 2 | Vòng 2 | Vòng 2 |     |     | Vòng 3 | Vòng 3 | Vòng 3 |  |  | Vào Playoffs | Vào Playoffs | Vào Playoffs |
|  |        |        |        |     |     |        |        |        |     |     |        |        |        |  |  |              |              |              |
|  |        |        |        |     |     |        |        |        |     |     |        |        |        |  |  |              |              |              |
|  | T1     | T1     | 2      |     |     |        |        |        |     |     |        |        |        |  |  |              |              |              |
|  | T1     | T1     | 2      | NS  | NS  | 2      |        |        |     |     | T1     | T1     | T1     |  |  |              |              |              |
|  |        |        | NS     | NS  | NS  | 2      | 0      |        |     |     |        |        | T1     |  |  |              |              |              |
|  | BRO    | BRO    | NS     | NS  | 0   |        | 0      |        |     |     |        |        |        |  |  |              |              |              |
|  | BRO    | BRO    |        |     | 0   |        |        |        |     |     |        |        |        |  |  |              |              |              |
|  |        |        |        |     |     |        |        |        |     |     |        |        |        |  |  |              |              |              |
|  | NS     | NS     | 3      |     |     |        |        |        |     |     |        |        |        |  |  |              |              |              |
|  | NS     | NS     | 3      |     |     |        |        |        |     |     |        |        | NS     |  |  |              |              |              |
|  |        |        | DRX    | DRX | 1   |        |        |        |     |     |        |        |        |  |  |              |              |              |
|  |        |        |        | DRX | 1   |        |        |        |     |     |        |        |        |  |  |              |              |              |
|  |        |        |        |     |     |        |        |        |     |     |        |        |        |  |  |              |              |              |
|  |        |        |        |     |     |        |        |        |     |     |        |        |        |  |  |              |              |              |
|  | HLE    | HLE    | 2      |     |     |        |        |        |     |     |        |        |        |  |  |              |              |              |
|  | HLE    | HLE    | 2      | DRX | DRX | 2      |        |        | HLE | HLE | HLE    |        |        |  |  |              |              |              |
|  |        |        | DRX    | DRX | DRX | 2      | 0      |        | HLE | HLE | HLE    |        |        |  |  |              |              |              |
|  | DNF    | DNF    | DRX    | DRX | 0   |        | 0      |        |     |     |        |        |        |  |  |              |              |              |
|  | DNF    | DNF    |        |     | 0   |        |        |        |     |     |        |        |        |  |  |              |              |              |

Nguồn: LoL Esports

### Vòng loại trực tiếp
|  |                    |                             |                    |     |    |                     |                     |                     |                      |                      |                       |                       |                       |  |  |                |                |                |
|  | Tứ kết nhánh thắng | Tứ kết nhánh thắng          | Tứ kết nhánh thắng |     |    | Bán kết nhánh thắng | Bán kết nhánh thắng | Bán kết nhánh thắng |                      |                      | Chung kết nhánh thắng | Chung kết nhánh thắng | Chung kết nhánh thắng |  |  | Chung kết tổng | Chung kết tổng | Chung kết tổng |
|  | Tứ kết nhánh thắng | Tứ kết nhánh thắng          | Tứ kết nhánh thắng |     |    | Bán kết nhánh thắng | Bán kết nhánh thắng | Bán kết nhánh thắng |                      |                      | Chung kết nhánh thắng | Chung kết nhánh thắng | Chung kết nhánh thắng |  |  | Chung kết tổng | Chung kết tổng | Chung kết tổng |
|  |                    |                             |                    |     |    |                     |                     |                     |                      |                      |                       |                       |                       |  |  |                |                |                |
|  |                    |                             |                    |     |    |                     |                     |                     |                      |                      |                       |                       |                       |  |  |                |                |                |
|  | 1                  | DK                          | 3                  |     |    |                     |                     |                     |                      |                      |                       |                       |                       |  |  |                |                |                |
|  | 1                  | DK                          | 3                  | 3   | KT | 0                   |                     |                     |                      |                      |                       |                       |                       |  |  |                |                |                |
|  |                    | NS                          | 1                  | 3   | KT | 0                   |                     |                     |                      |                      |                       |                       |                       |  |  |                |                |                |
|  | 6                  | NS                          | 1                  | NS  | 3  |                     |                     | DK                  | DK                   | 2                    |                       |                       |                       |  |  |                |                |                |
|  | 6                  | Hạt giống số 1 chọn đối thủ |                    | NS  | 3  |                     |                     | DK                  | DK                   | 2                    |                       |                       |                       |  |  |                |                |                |
|  |                    |                             |                    |     |    | HLE                 | HLE                 | 3                   |                      |                      |                       |                       |                       |  |  |                |                |                |
|  | 2                  | GEN                         | 2                  |     |    | HLE                 | HLE                 | 3                   |                      |                      |                       |                       |                       |  |  |                |                |                |
|  | 2                  | GEN                         | 2                  | 4   | T1 | 2                   |                     |                     |                      |                      |                       |                       |                       |  |  |                |                |                |
|  |                    | HLE                         | 3                  | 4   | T1 | 2                   |                     |                     |                      |                      |                       |                       |                       |  |  |                |                |                |
|  | 5                  | HLE                         | 3                  | HLE | 3  |                     |                     | HLE                 | HLE                  | 3                    |                       |                       |                       |  |  |                |                |                |
|  | 5                  |                             |                    |     |    |                     |                     |                     |                      | 3                    |                       |                       |                       |  |  |                |                |                |
|  |                    |                             |                    |     |    | GEN                 | GEN                 | 2                   |                      |                      |                       |                       |                       |  |  |                |                |                |
|  | Bán kết nhánh thua | Bán kết nhánh thua          | Bán kết nhánh thua |     |    | GEN                 | GEN                 | 2                   | Chung kết nhánh thua | Chung kết nhánh thua | Chung kết nhánh thua  |                       |                       |  |  |                |                |                |
|  | Bán kết nhánh thua | Bán kết nhánh thua          | Bán kết nhánh thua |     |    |                     |                     |                     | Chung kết nhánh thua | Chung kết nhánh thua | Chung kết nhánh thua  |                       |                       |  |  |                |                |                |
|  |                    |                             |                    |     |    |                     |                     |                     |                      |                      |                       |                       |                       |  |  |                |                |                |
|  |                    |                             |                    |     |    |                     |                     |                     |                      |                      |                       |                       |                       |  |  |                |                |                |
|  | DK                 | DK                          | 0                  |     |    |                     |                     |                     |                      |                      |                       |                       |                       |  |  |                |                |                |
|  | DK                 | DK                          | 0                  | NS  | NS | 2                   |                     |                     |                      |                      |                       |                       |                       |  |  |                |                |                |
|  |                    |                             | GEN                | GEN | NS | 2                   | 3                   |                     |                      |                      |                       |                       |                       |  |  |                |                |                |
|  | GEN                | GEN                         | GEN                | GEN | 3  |                     | 3                   |                     |                      |                      |                       |                       |                       |  |  |                |                |                |
|  | GEN                | GEN                         |                    |     | 3  |                     |                     |                     |                      |                      |                       |                       |                       |  |  |                |                |                |

Nguồn: LoL Esports

## Mùa giải thường niên

### Vòng 1 - 2

#### Vòng bảng
| VT | Đội                 | ST | T  | B  | HS  | Giành quyền tham dự                       |
| -- | ------------------- | -- | -- | -- | --- | ----------------------------------------- |
| 1  | Gen.G               | 18 | 18 | 0  | +31 | Lọt vào Đường tới MSI và bảng Huyền thoại |
| 2  | Hanwha Life Esports | 18 | 14 | 4  | +20 | Lọt vào Đường tới MSI và bảng Huyền thoại |
| 3  | T1                  | 18 | 11 | 7  | +8  | Lọt vào Đường tới MSI và bảng Huyền thoại |
| 4  | Nongshim RedForce   | 18 | 10 | 8  | +3  | Lọt vào Đường tới MSI và bảng Huyền thoại |
| 5  | KT Rolster          | 18 | 10 | 8  | +2  | Lọt vào Đường tới MSI và bảng Huyền thoại |
| 6  | Dplus KIA           | 18 | 10 | 8  | +2  | Lọt vào Đường tới MSI và bảng Trỗi dậy    |
| 7  | BNK FEARX           | 18 | 6  | 12 | -12 | Lọt vào bảng Trỗi dậy                     |
| 8  | OKSavingsBank Brion | 18 | 5  | 13 | -13 | Lọt vào bảng Trỗi dậy                     |
| 9  | DRX                 | 18 | 5  | 13 | -14 | Lọt vào bảng Trỗi dậy                     |
| 10 | DN Freecs           | 18 | 1  | 17 | -27 | Lọt vào bảng Trỗi dậy                     |

|  |                        |            |   |
|  | Tie-break tranh hạng 5 |            |   |
|  |                        |            |   |
|  |                        |            |   |
|  |                        |            |   |
|  | Dplus KIA              | Dplus KIA  | 1 |
|  | Dplus KIA              | Dplus KIA  | 1 |
|  | KT Rolster             | KT Rolster | 2 |
|  | KT Rolster             | KT Rolster | 2 |

#### Đường tới MSI
|  |                     |                     |        |                     |                     |                   |                   |        |            |            |        |        |        |  |  |        |        |        |  |  |             |             |             |
|  | Vòng 1              | Vòng 1              | Vòng 1 |                     |                     | Vòng 2            | Vòng 2            | Vòng 2 |            |            | Vòng 3 | Vòng 3 | Vòng 3 |  |  | Vòng 4 | Vòng 4 | Vòng 4 |  |  | Tham dự MSI | Tham dự MSI | Tham dự MSI |
|  | Vòng 1              | Vòng 1              | Vòng 1 |                     |                     | Vòng 2            | Vòng 2            | Vòng 2 |            |            | Vòng 3 | Vòng 3 | Vòng 3 |  |  | Vòng 4 | Vòng 4 | Vòng 4 |  |  | Tham dự MSI | Tham dự MSI | Tham dự MSI |
|  |                     |                     |        |                     |                     |                   |                   |        |            |            |        |        |        |  |  |        |        |        |  |  |             |             |             |
|  |                     |                     |        |                     |                     |                   |                   |        |            |            |        |        |        |  |  |        |        |        |  |  |             |             |             |
|  | Gen.G               | Gen.G               | 3      |                     |                     |                   |                   |        |            |            |        |        |        |  |  |        |        |        |  |  |             |             |             |
|  | Gen.G               | Gen.G               | 3      |                     | Gen.G               |                   |                   |        |            |            |        |        |        |  |  |        |        |        |  |  |             |             |             |
|  | Hanwha Life Esports | Hanwha Life Esports | 2      |                     |                     |                   |                   |        |            |            |        |        |        |  |  |        |        |        |  |  |             |             |             |
|  | Hanwha Life Esports | Hanwha Life Esports | 2      |                     |                     |                   |                   |        |            |            |        |        |        |  |  |        |        |        |  |  |             |             |             |
|  |                     |                     |        | Hanwha Life Esports | Hanwha Life Esports | 0                 |                   |        |            |            |        |        |        |  |  |        |        |        |  |  |             |             |             |
|  |                     |                     |        | Hanwha Life Esports | Hanwha Life Esports | 0                 |                   |        |            |            |        |        |        |  |  |        |        | T1     |  |  |             |             |             |
|  |                     |                     | T1     | T1                  | 3                   |                   |                   |        |            |            |        |        |        |  |  |        |        |        |  |  |             |             |             |
|  |                     |                     |        | T1                  | 3                   |                   |                   |        |            |            |        |        |        |  |  |        |        |        |  |  |             |             |             |
|  | T1                  | T1                  | 3      |                     |                     |                   |                   |        |            |            |        |        |        |  |  |        |        |        |  |  |             |             |             |
|  | T1                  | T1                  | 3      |                     |                     |                   |                   |        |            |            |        |        |        |  |  |        |        |        |  |  |             |             |             |
|  |                     |                     |        |                     |                     |                   |                   |        | KT Rolster | KT Rolster | 1      |        |        |  |  |        |        |        |  |  |             |             |             |
|  |                     |                     |        |                     |                     |                   |                   |        | KT Rolster | KT Rolster | 1      |        |        |  |  |        |        |        |  |  |             |             |             |
|  |                     |                     |        |                     |                     | Nongshim RedForce | Nongshim RedForce | 0      |            |            |        |        |        |  |  |        |        |        |  |  |             |             |             |
|  |                     |                     |        |                     |                     | Nongshim RedForce | Nongshim RedForce | 0      |            |            |        |        |        |  |  |        |        |        |  |  |             |             |             |
|  |                     |                     |        | KT Rolster          | KT Rolster          | 3                 |                   |        |            |            |        |        |        |  |  |        |        |        |  |  |             |             |             |
|  |                     |                     |        | KT Rolster          | KT Rolster          | 3                 |                   |        |            |            |        |        |        |  |  |        |        |        |  |  |             |             |             |
|  | KT Rolster          | KT Rolster          | 3      |                     |                     |                   |                   |        |            |            |        |        |        |  |  |        |        |        |  |  |             |             |             |
|  | KT Rolster          | KT Rolster          | 3      |                     |                     |                   |                   |        |            |            |        |        |        |  |  |        |        |        |  |  |             |             |             |
|  | Dplus KIA           | Dplus KIA           | 0      |                     |                     |                   |                   |        |            |            |        |        |        |  |  |        |        |        |  |  |             |             |             |
|  | Dplus KIA           | Dplus KIA           | 0      |                     |                     |                   |                   |        |            |            |        |        |        |  |  |        |        |        |  |  |             |             |             |

Nguồn: LoL Esports

### Vòng 3 - 5

#### Vòng bảng
Bảng Huyền thoại

| VT | Đội                     | ST | T  | B  | HS  | Giành quyền tham dự                  |
| -- | ----------------------- | -- | -- | -- | --- | ------------------------------------ |
| 1  | Gen.G (Q)               | 27 | 26 | 1  | +44 | Lọt vào Vòng loại trực tiếp mùa giải |
| 2  | Hanwha Life Esports (Q) | 26 | 18 | 8  | +21 | Lọt vào Vòng loại trực tiếp mùa giải |
| 3  | T1 (Q)                  | 26 | 18 | 8  | +20 | Lọt vào Vòng loại trực tiếp mùa giải |
| 4  | KT Rolster              | 26 | 12 | 14 | -7  | Lọt vào Vòng loại trực tiếp mùa giải |
| 5  | Nongshim RedForce       | 27 | 10 | 17 | -14 | Lọt vào Vòng khởi động mùa giải      |

Bảng Trỗi dậy

| VT | Đội                 | ST | T  | B  | HS  | Giành quyền tham dự             |
| -- | ------------------- | -- | -- | -- | --- | ------------------------------- |
| 1  | Dplus KIA (Q)       | 26 | 15 | 11 | +6  | Lọt vào Vòng khởi động mùa giải |
| 2  | BNK FEARX           | 26 | 11 | 15 | -7  | Lọt vào Vòng khởi động mùa giải |
| 3  | OKSavingsBank Brion | 26 | 10 | 16 | -11 | Lọt vào Vòng khởi động mùa giải |
| 4  | DRX                 | 27 | 9  | 18 | -15 | Bị loại                         |
| 5  | DN Freecs (E)       | 27 | 3  | 24 | -37 | Bị loại                         |

#### Vòng khởi động mùa giải
|  |                     |                    |                    |                   |                   |                    |                    |                    |  |  |                       |                       |                       |
|  | Vòng 1 nhánh thắng  | Vòng 1 nhánh thắng | Vòng 1 nhánh thắng |                   |                   | Vòng 2 nhánh thắng | Vòng 2 nhánh thắng | Vòng 2 nhánh thắng |  |  | Lọt vào VLTT mùa giải | Lọt vào VLTT mùa giải | Lọt vào VLTT mùa giải |
|  | Vòng 1 nhánh thắng  | Vòng 1 nhánh thắng | Vòng 1 nhánh thắng |                   |                   | Vòng 2 nhánh thắng | Vòng 2 nhánh thắng | Vòng 2 nhánh thắng |  |  | Lọt vào VLTT mùa giải | Lọt vào VLTT mùa giải | Lọt vào VLTT mùa giải |
|  |                     |                    |                    |                   |                   |                    |                    |                    |  |  |                       |                       |                       |
|  |                     |                    |                    |                   |                   |                    |                    |                    |  |  |                       |                       |                       |
|  | #5 Bảng Huyền thoại |                    |                    |                   |                   |                    |                    |                    |  |  |                       |                       |                       |
|  |                     |                    |                    |                   |                   |                    |                    |                    |  |  |                       |                       |                       |
|  | #3 Bảng Trỗi dậy    |                    |                    |                   |                   |                    |                    |                    |  |  |                       |                       |                       |
|  |                     |                    |                    |                   |                   |                    |                    |                    |  |  |                       |                       |                       |
|  |                     |                    |                    |                   |                   |                    |                    |                    |  |  |                       |                       |                       |
|  |                     |                    |                    |                   |                   |                    |                    |                    |  |  |                       |                       |                       |
|  | #1 Bảng Trỗi dậy    |                    |                    |                   |                   |                    |                    |                    |  |  |                       |                       |                       |
|  |                     |                    |                    |                   |                   |                    |                    |                    |  |  |                       |                       |                       |
|  | #2 Bảng Trỗi dậy    |                    |                    |                   |                   |                    |                    |                    |  |  |                       |                       |                       |
|  |                     |                    |                    |                   |                   |                    |                    |                    |  |  |                       |                       |                       |
|  |                     |                    |                    |                   |                   |                    |                    |                    |  |  |                       |                       |                       |
|  |                     |                    |                    |                   |                   |                    |                    |                    |  |  |                       |                       |                       |
|  | Vòng 1 nhánh thua   | Vòng 1 nhánh thua  | Vòng 1 nhánh thua  | Vòng 2 nhánh thua | Vòng 2 nhánh thua | Vòng 2 nhánh thua  |                    |                    |  |  |                       |                       |                       |
|  | Vòng 1 nhánh thua   | Vòng 1 nhánh thua  | Vòng 1 nhánh thua  | Vòng 2 nhánh thua | Vòng 2 nhánh thua | Vòng 2 nhánh thua  |                    |                    |  |  |                       |                       |                       |
|  |                     |                    |                    |                   |                   |                    |                    |                    |  |  |                       |                       |                       |
|  |                     |                    |                    |                   |                   |                    |                    |                    |  |  |                       |                       |                       |
|  |                     |                    |                    |                   |                   |                    |                    |                    |  |  |                       |                       |                       |
|  |                     |                    |                    |                   |                   |                    |                    |                    |  |  |                       |                       |                       |
|  |                     |                    |                    |                   |                   |                    |                    |                    |  |  |                       |                       |                       |
|  |                     |                    |                    |                   |                   |                    |                    |                    |  |  |                       |                       |                       |
|  |                     |                    |                    |                   |                   |                    |                    |                    |  |  |                       |                       |                       |
|  |                     |                    |                    |                   |                   |                    |                    |                    |  |  |                       |                       |                       |

#### Vòng loại trực tiếp mùa giải
|  |                    |                    |                    |                   |                   |                    |                    |                    |                    |                      |                      |                      |  |  |  |                       |                       |                       |  |  |                |                |                |
|  | Vòng 1 nhánh thắng | Vòng 1 nhánh thắng | Vòng 1 nhánh thắng |                   |                   | Tứ kết nhánh thắng | Tứ kết nhánh thắng | Tứ kết nhánh thắng |                    |                      |                      |                      |  |  |  | Chung kết nhánh thắng | Chung kết nhánh thắng | Chung kết nhánh thắng |  |  | Chung kết tổng | Chung kết tổng | Chung kết tổng |
|  | Vòng 1 nhánh thắng | Vòng 1 nhánh thắng | Vòng 1 nhánh thắng |                   |                   | Tứ kết nhánh thắng | Tứ kết nhánh thắng | Tứ kết nhánh thắng |                    |                      |                      |                      |  |  |  | Chung kết nhánh thắng | Chung kết nhánh thắng | Chung kết nhánh thắng |  |  | Chung kết tổng | Chung kết tổng | Chung kết tổng |
|  |                    |                    |                    |                   |                   |                    |                    |                    |                    |                      |                      |                      |  |  |  |                       |                       |                       |  |  |                |                |                |
|  |                    |                    |                    |                   |                   |                    |                    |                    |                    |                      |                      |                      |  |  |  |                       |                       |                       |  |  |                |                |                |
|  |                    |                    |                    | 1                 | Gen.G             |                    |                    |                    |                    |                      |                      |                      |  |  |  |                       |                       |                       |  |  |                |                |                |
|  |                    |                    |                    |                   |                   |                    |                    |                    |                    |                      |                      |                      |  |  |  |                       |                       |                       |  |  |                |                |                |
|  | 3                  |                    |                    |                   |                   |                    |                    |                    |                    |                      |                      |                      |  |  |  |                       |                       |                       |  |  |                |                |                |
|  |                    |                    |                    |                   |                   |                    |                    |                    |                    |                      |                      |                      |  |  |  |                       |                       |                       |  |  |                |                |                |
|  | 6                  |                    |                    |                   |                   |                    |                    |                    |                    |                      |                      |                      |  |  |  |                       |                       |                       |  |  |                |                |                |
|  |                    |                    |                    |                   |                   |                    |                    |                    |                    |                      |                      |                      |  |  |  |                       |                       |                       |  |  |                |                |                |
|  |                    |                    |                    | 2                 |                   |                    |                    |                    |                    |                      |                      |                      |  |  |  |                       |                       |                       |  |  |                |                |                |
|  |                    |                    |                    |                   |                   |                    |                    |                    |                    |                      |                      |                      |  |  |  |                       |                       |                       |  |  |                |                |                |
|  | 4                  |                    |                    |                   |                   |                    |                    |                    |                    |                      |                      |                      |  |  |  |                       |                       |                       |  |  |                |                |                |
|  |                    |                    |                    |                   |                   |                    |                    |                    |                    |                      |                      |                      |  |  |  |                       |                       |                       |  |  |                |                |                |
|  | 5                  |                    |                    |                   |                   |                    |                    |                    |                    |                      |                      |                      |  |  |  |                       |                       |                       |  |  |                |                |                |
|  |                    |                    |                    |                   |                   |                    |                    |                    |                    |                      |                      |                      |  |  |  |                       |                       |                       |  |  |                |                |                |
|  |                    |                    |                    |                   |                   |                    |                    |                    |                    |                      |                      |                      |  |  |  |                       |                       |                       |  |  |                |                |                |
|  |                    |                    |                    |                   |                   |                    |                    |                    |                    |                      |                      |                      |  |  |  |                       |                       |                       |  |  |                |                |                |
|  | Vòng 1 nhánh thua  | Vòng 1 nhánh thua  | Vòng 1 nhánh thua  | Tứ kết nhánh thua | Tứ kết nhánh thua | Tứ kết nhánh thua  | Bán kết nhánh thua | Bán kết nhánh thua | Bán kết nhánh thua | Chung kết nhánh thua | Chung kết nhánh thua | Chung kết nhánh thua |  |  |  |                       |                       |                       |  |  |                |                |                |
|  | Vòng 1 nhánh thua  | Vòng 1 nhánh thua  | Vòng 1 nhánh thua  | Tứ kết nhánh thua | Tứ kết nhánh thua | Tứ kết nhánh thua  | Bán kết nhánh thua | Bán kết nhánh thua | Bán kết nhánh thua | Chung kết nhánh thua | Chung kết nhánh thua | Chung kết nhánh thua |  |  |  |                       |                       |                       |  |  |                |                |                |
|  |                    |                    |                    |                   |                   |                    |                    |                    |                    |                      |                      |                      |  |  |  |                       |                       |                       |  |  |                |                |                |
|  |                    |                    |                    |                   |                   |                    |                    |                    |                    |                      |                      |                      |  |  |  |                       |                       |                       |  |  |                |                |                |
|  |                    |                    |                    |                   |                   |                    |                    |                    |                    |                      |                      |                      |  |  |  |                       |                       |                       |  |  |                |                |                |
|  |                    |                    |                    |                   |                   |                    |                    |                    |                    |                      |                      |                      |  |  |  |                       |                       |                       |  |  |                |                |                |
|  |                    |                    |                    |                   |                   |                    |                    |                    |                    |                      |                      |                      |  |  |  |                       |                       |                       |  |  |                |                |                |
|  |                    |                    |                    |                   |                   |                    |                    |                    |                    |                      |                      |                      |  |  |  |                       |                       |                       |  |  |                |                |                |
|  |                    |                    |                    |                   |                   |                    |                    |                    |                    |                      |                      |                      |  |  |  |                       |                       |                       |  |  |                |                |                |
|  |                    |                    |                    |                   |                   |                    |                    |                    |                    |                      |                      |                      |  |  |  |                       |                       |                       |  |  |                |                |                |